# 谢尔霍尔门
谢尔霍尔门（瑞典語：Skärholmen）是瑞典首都斯德哥爾摩的一個區，位於斯德哥爾摩的西部。谢尔霍尔门分為四個分區，2014年人口35,740人，面積8.86 km²。